# Sphaeralcea australis
Sphaeralcea australis là một loài thực vật có hoa trong họ Cẩm quỳ. Loài này được Speg. miêu tả khoa học đầu tiên năm 1902.